# 麋芳
麋芳（？—？），字子方，東海郡朐县（今江苏省连云港市）人。本隸屬陶謙，後來與兄麋竺投靠劉備，後來投降東吳。

## 生平
麋芳本為徐州的彭城相，其兄麋竺幫助劉備，麋芳亦辭官跟隨劉備四處周旋。
208年，劉備佔領荊州，揮軍入蜀，麋芳升任為南郡太守駐守江陵，與關羽共事，不過二人私交不佳。麋芳曾因南郡郡治失火，兵器被焚燒，受到關羽責備，麋芳與公安太守士仁常認為關羽輕視他們二人，孫權得知後私下勾結麋芳，麋芳暗中和孫吳來往。
219年，關羽北伐（樊城之戰），麋芳、士仁因為未能供給足夠軍需，關羽揚言回師後將二人治罪，二人心感畏懼。當時關羽正於樊城圍攻曹將曹仁，孫權乘機派大將呂蒙攻打荊州，呂蒙讓虞翻成功勸降士仁，拿下公安，帶領士仁進攻南郡郡治，並在麋芳面前出示公安守將士仁，於是麋芳開城投降。麋芳後來成為孫權的部將。
麋芳投降時，呂蒙因為輕易取得江陵而放鬆戒心，但虞翻告誡呂蒙，江陵城中只有麋芳跟吳軍是一心的，其他人居心叵測，呂蒙幡然醒悟，及時掌控城中要地，讓原本想要伏擊的人來不及設好埋伏。麋芳到東吳後，有一次乘船與虞翻相遇，前導人員吆喝要虞翻讓開「避將軍船」，虞翻怒罵：「不忠不信的人怎能侍奉君主？害人丟失兩城的人可以稱為將軍嗎？」麋芳不敢應答，封閉門戶避開。又一次，虞翻要經過麋芳的營寨，結果營門封閉不讓虞翻通行，虞翻又怒罵：「該閉門的時候開門、該開門的時候反而閉門，這樣做事適宜嗎？」麋芳聽說以後，面有慚色。（《三國志·吳志十二·虞翻傳》）
黃武二年（223年）六月，跟隨賀齊討伐叛吳投魏的晉宗。此後再無麋芳的相關記載。

## 藝術形象

### 三國演義
在《三國演義》中作「糜芳」，與兄麋竺仕徐州牧陶謙，後隨劉備。長坂坡之戰，麋芳身帶重傷，誤以為趙雲投曹，將此事報告劉備。劉備平益州後，以他為南郡太守與關羽共事。後來關羽以麋芳、傅士仁喝酒致軍糧失火，大怒責備。士仁、麋芳懼怕關羽，之後呂蒙襲擊荊州城，轉而投吳。劉備率70萬大軍討吳，士仁、麋芳二人殺死吳將馬忠前來投蜀，劉備大怒，令關興剝去麋芳、士仁二人衣服，跪在關羽祭靈前，劉備親手用刀剮殺麋芳、傅士仁，以祭關羽。

### 石像
四川有“诸葛双忠祠”纪念蜀汉末年在绵竹关战死的诸葛瞻及其子诸葛尚，为四川重要蜀汉遗址之一。祠内有“蜀汉三叛”士仁、麋芳与郝普的石雕跪像，与诸葛瞻父子形成强烈对比。

## 家庭

### 兄弟姊妹
- 麋竺，麋芳之兄。三國時期蜀漢官吏。
- 麋夫人，麋芳之妹。於劉備落難時，麋竺將她嫁給劉備。

## 評價
楊戲的《季漢輔臣贊》中贊麋芳、士仁、郝普、潘濬：「古之奔臣，禮有來偪，怨興司官，不顧大德。靡有匡救，倍成奔北，自絕于人，作笑二國。」

## 相關文獻
- 《三國志‧蜀書‧麋竺傳》
- 《三國志‧蜀書‧關羽傳》
- 《三國志‧蜀書‧楊戲傳》
- 《三國志‧吳書‧虞翻傳》
- 《三國志註》
- 《三國志人物事典》

## 延伸阅读
[在维基数据编辑]
 《三國志·卷38》，出自陳壽《三國志》